# Кузмич, Михаил Сергеевич
Михаил Сергеевич Кузмич (род. 8 октября 1982, Красноярск) — российский спортсмен, член олимпийской сборной команды России по санному спорту. Участник трёх зимних Олимпиад (2002, 2006, 2010) в паре с Юрием Веселовым. Лучший результат — 11-е место в 2006.